# Рас Алула

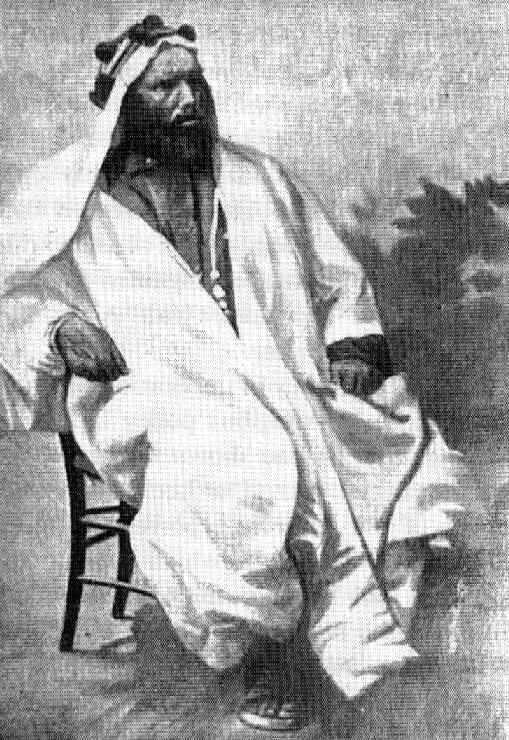

Рас Алула Энгида (также известен под именами Абба Нега и Алула Куби; 1827—1897) — абиссинский политический и военный деятель. Он был одним из самых видных военачальников эфиопской армии второй половины XIX века и участвовал в нескольких важных сражениях, в том числе в битвах при Галлабате, Догали и Адуа.
Принадлежал к народу тиграи, родился в семье крестьянина. Военную службу начал у раса Арайи, феодального господина его отца, и быстро продвинулся в должности. По некоторым сведениям, именно он, сражаясь в войсках будущего императора Йоханныса IV, захватил в плен императора Абиссинии Тэкле Гийоргиса II, благодаря чему стал любимцем новоиспечённого правителя. Ради упрочения своего положения при дворе Алула развёлся с первой женой и женился Амлесу, дочери дяди Йоханныса IV. Впоследствии отличился в сражениях Абиссинско-египетской войны 1875—1876 годов, чем ещё больше увеличил свою популярность у императора и ненависть у придворных, завидовавших Алуле и считавших его крестьянским выскочкой.
Впоследствии был одним из эфиопских командиров в битвах при Куфите и Галлабате (с махдистами) и при Догали и Адуа (во время Первой итало-абиссинской войны), несколько раз был ранен; считается, что именно отряд Алулы блокировал подход итальянских подкреплений из Ади-Калы, что во многом решило исход битвы.
Погиб спустя год после завершения войны с итальянцами во время противостояния с соседним расом Хагосом: он победил войско последнего, но вскоре умер от огнестрельного ранения ноги.